# Indiana Jones and the Emperor's Tomb
Indiana Jones and the Emperor's Tomb је акционо-авантуристичка видео игра из 2003. коју је развио The Collective и објавио LucasArts за Иксбок, Мајкрософт Виндовс, Плејстејшн 2 и OS X. Садржи омоте од Дру Струзана. Игра је авантура измишљеног археолога Индијане Џонса. Радња се одвија 1935. године, глумећи наставак Индијане Џонса и уклетог храма. Гробница поменута у наслову је гробница првог кинеског цара Ћин Ши Хуанга.
Игра је наишла на мешан пријем критичара. Похваљен је због успешног хватања духа филмова, иако су критиковане контроле камере у игрици и графички проблеми. У марту 2015. игра је поново објављена дигитално преко GOG.com, а у новембру 2018. игра је објављена преко Стима.

## Играње
Indiana Jones and the Emperor's Tomb је акционо-авантуристичка игра. Игра се из перспективе трећег лица и одвија се на 10 нивоа. Као Индијана Џонс, играч може да трчи, скаче, пење се и плива. Бројни непријатељи се појављују током игре, укључујући нацистичке стражаре. Играч има низ одбрамбених потеза, као што су ударање песницама и ногама. Различити пиштољи се такође могу користити током игре, а играч може користити и импровизовано оружје, као што су ноге сломљених столица и столова.
Играч је опремљен Џонсовим бичем, који се може користити против непријатеља. Играч такође може да удара одређене објекте изнад главе да би се кретао са једне платформе на другу. Остали предмети укључују нож, који се користи за сечење густе лозе. Иконе на екрану упозоравају играча када треба да користи бич или нож и када да изврши друге радње као што је повлачење прекидача и постављање експлозива. Здравље играча се обнавља пијењем воде из кантине, која се може допунити на одређеним тачкама на сваком нивоу. Игра је иста на свакој конзоли.

## Заплет
У џунглама британског Цејлона Индијана Џонс тражи идола Коуру Ватуа. Након што је пронашао идола, Џонс упознаје нацистичког агента по имену Албрехт фон Бек који га такође тражи. Џонс побеђује Вон Бекове плаћене јужноафричке ловце на слоновачу и одлази, док Вон Бека напада џиновски албино крокодил. Још у школи у Њујорку, кинески званичник Маршал Кај Ти Чан и његова помоћница Меи Јинг обавештавају Џонса о „Срцу змаја“, црном бисеру закопаном са првим кинеским царем Ћин Ши Хуангдијем. Каже се да Срце даје поседнику огромну магичну моћ, а Каи жели да је Џонс поврати пре него што падне у погрешне руке. Меи Јинг разбија цејлонског идола и проналази први део „Огледала снова“ унутар њега, артефакт који ће помоћи да се крећете кроз Цареву гробницу и открије улаз у Хуангдијеву крипту.
Џонс лети у Прашки замак да би набавио други део огледала, наилазећи на велики број агената Гестапоа. Након решавања низа различитих загонетки и борбе са надљудским тест субјектом, добија други део, пре него што га онесвести Фон Бек, који је преживео напад крокодила (иако ужасних ожиљака и слеп на десном оку). Фон Бек тада узима два дела огледала и наређује својим подређенима да превезу Џонса у Истанбул где Фон Бек намерава да га испита. Џонс се буди у затворској ћелији где се појављује Меи Јинг и ослобађа га. Изненађен је када открије да су нацисти, испод Истанбула, открили рушевине Велизаровог потонулог града у потрази за последњим комадом Огледала. Џонс улази у рушевине и на крају пада у потопљени амфитеатар где се бори са Кракеном који чува последњи комад. Након што је победио звер, Меи Јинг се поново појављује и говори му да је Каи заправо вођа Тријаде Црног змаја, најмоћније криминалне организације у Кини. Каи је склопио савез са нацистима како би пронашао Срце змаја, али када је Џонс несвесно обезбедио први део огледала, Каи је одлучио да изда нацисте како би добио Срце за себе. Меи Јинг се удружује са Џонсом, обоје несвесни да Каиови телохранитељи прислушкују њихов разговор.
Меи Јинг и Џонс одлазе у британски Хонг Конг како би се инфилтрирали у Каијеву тврђаву. Почињу у опери Голден Лотус, где чекају да им помогне Ву Хан, лик из Индијане Џонса и уклетог храма. Када Каијови људи отму Меи Јинг, Џонс и Ву Хан јуре киднапере до пристаништа у рикши, борећи се са мноштвом гангстера на путу. По доласку виде Меи Јинг како је Вон Бек одводи у подморницу. Подморница се креће ка Каијевом приватном острву, а Ву Хан и Џонс их прате у отпаду.
Након инфилтрирања у нацистичку базу подморница, Џонс шпијунира Вон Бека и Каија како се свађају око њиховог договора. Постижу споразум у којем Фон Бек може да однесе срце Адолфу Хитлеру када Каи преузме контролу над Кином. Прерушивши се у нацисту, Џонс се пробија до врха планине Пенглај и места Каијеве тврђаве црног змаја где затиче Меи Јинг коју чувају близанци Фенг, Каијеви женски телохранитељи. Након што их је победио и нокаутирао их, он пада низ рудник са замкама у храм Конг Тиен где се бори са злим духовима и проналази магично кинеско оружје налик бумерангу под називом Па Ченг, Змајева канџа. На крају проналази Каија како саставља Огледало снова и жртвује Меи Јинг Конг Тиену. Покушавајући да је спасе, Џонс омета ритуал и Каи бежи док је Меи Јинг опседнута. Џонс је ослобађа и заједно са огледалом одлазе до цареве гробнице где он помоћу огледала прелази разне препреке. Међутим, он је одвојен од Меи Јинг, упркос његовим напорима. Када стигне до лавиринта од теракоте на крају гробнице, Фон Бек га јури у досадној машини која жели да се једном заувек реши Џонса. Фон Бек је убијен када његов тенк падне низ провалију, а Џонс улази у портал у Ниске земље.
Након што је прешао кратку верзију Кинеског зида у Доњем свету, Џонс коначно проналази Хуангдијеву крипту и тело Ћин Ши Хуангдија. Када Џонс узме Срце змаја, цар се буди, али га скоро истог тренутка убијају душе његових жртава. У немогућности да контролише моћ Срца, Инди се сруши док Каи, који се изненада појављује, зграби бисер. Чини се да Меи Јинг такође помаже Џонсу, али је убрзо након тога заплене Каијеве новопронађене моћи. Каи такође ствара штит да би се заштитио и призива змаја да се бори са Џонсом, али Џонс користи Па Ченг напуњен мистичном енергијом да продре у Каијев штит и уништи Срце. У тренутку када Каи губи своје моћи, духови његових жртава се дижу и Каиа погрешно схватају као првог цара Кине. Џонс и Меи Јинг беже док Каија прождире змај.
По повратку у Хонг Конг, Џонс има прилику да дели романтично време са Меи Јинг, али Ву Хан брзо подсећа Џонса да их је Лао Че унајмио да пронађу остатке Нурхачија, што је довело до отварања уклетог храма.

## Развој
У јануару 2002, LucasArts је објавио да ће своју следећу видео игрицу Индијана Џонса развити The Collective. Emperor's Tomb користи побољшану верзију игрице која се користи за Buffy the Vampire Slayer (2002), коју је такође развио The Collective. Игра има више акције него њена претходница, Indiana Jones and the Infernal Machine. Међу разликама је употреба импровизованог оружја.
У филмовима Индијану Џонса тумачи Харисон Форд, чија се сличност такође користи у игри. Међутим, Дејвид Ех даје глас лику. Дијалог у игри је написао Бред Сантос. Упутство за игру је дизајнирао Грегори Харш да личи на теренски дневник који је написао Индијана Џонс. Укључује различите референце на франшизу. Партитуру за игру компоновао је Клинт Бајакијан, користећи "The Raiders March" Џона Вилијамса.

## Пријем
Indiana Jones and the Emperor's Tomb добили су „мешовите или просечне критике“ према агрегатору рецензија Метакритик.
Верзије Emperor's Tomb за Иксбок и компјутер наишле су на добар пријем, а критичари су је хвалили због поновног креирања осећаја филмова и добро осмишљене игре, док су критиковали лошу камеру, контроле и неке графичке проблеме.
Џеф Герстман из GameSpot-а је прегледао сваку верзију игре и написао да гласовни глумац Харисона Форда „ради довољно убедљиво“, али сматра да неки други гласови „не пролазе тако добро“. Герстман је такође написао да, иако радња „садржи неколико обрта и дуплих укрштања, игра је веома танка у приповедању, само се упада у сцену да би вас преместила из једног дела света у други“. Герстман је приметио разне грешке у звуку и игрици у верзији за Иксбок. Герстман је написао о верзији за компјутер: „Док је верзија игре за Иксбок била оптерећена разним графичким и техничким проблемима, вреди напоменути да је компјутерска верзија знатно очишћена у поређењу са својим рођаком на конзоли,“ наводећи да је свеукупно игра „ради са глатком брзином кадрова и изгледа добро и осећа се као много „готовији“ производ од свог Иксбок колеге.“ Међутим, Герстман је написао да ће вам проблеми са контролом компјутерске верзије „требати око сат времена да се опустите“. Рецензирајући Плејстејшн 2 верзију, Герстман је написао да, „Иако игра ради много ствари како треба, озбиљни графички проблеми се појављују на скоро сваком кораку и у суштини поништавају њене јаке стране, остављајући иза себе игру са пуно неискоришћеног потенцијала.“ Герстман је рекао да верзија за Плејстејшн 2 „бледи у поређењу са чак и Иксбок издањем са грешкама“.
У 2017. години, PC Gamer је написао да се игра добро издржала током времена и навео да упркос неким проблемима као што су лоша камера и „неки фрустрирајуће трзави скакања“, игра „одрађује одличан посао у хватању духа филмова о Индијани Џонсу ." У 2018. години, PCGamesN је укључио игру на своју листу најбољих акционо-авантуристичких игара за компјутер, написавши да иако „има неке недостатке, као што је немогућност спасавања на средњем нивоу, Emperor's Tomb заслужује своје место на овој листи јер вас заиста чини осећам се као Индијана Џонс."